# Şile
Şile est l'un des 39 districts de la ville d'Istanbul, en Turquie, situé sur la partie asiatique de la ville, au bord de la Mer Noire.